# جون ووكر (سياسي أسترالي)
جون ووكر (بالإنجليزية: John Walker)‏ هو سياسي أسترالي، ولد في 1799 في المملكة المتحدة، وتوفي في 27 فبراير 1874 في هوبارت في أستراليا. انتخب عضو المجلس التشريعي التاسماني ‏ عن دائرة Electoral division of Hobart ‏ (4 نوفمبر 1851 – 1859).